# Muhammad Qasim
Muhammad Qasim (ur. 20 sierpnia 1987 w Islamabadzie) – pakistański piłkarz występujący na pozycji napastnika. Zawodnik klubu KRL.

## Kariera klubowa
Qasim karierę rozpoczął w zespole Ravi FC. Następnie grał w Islamabad United, a w 2007 roku trafił do KRL z Pakistan Premier League. Od tego czasu zdobył z nim 2 mistrzostwa Pakistanu (2009, 2011) oraz 4 Puchary Pakistanu (2009, 2010, 2011, 2012).

## Kariera reprezentacyjna
W reprezentacji Pakistanu Qasim zadebiutował w 2007 roku.